# Lökd ide a sört
A Lökd ide a sört a Fonográf együttes 1974-ben megjelent dala, amely az együttes egyik legismertebb dala a mai napig. A Fonográf első nagylemezén jelent meg. A dal zenéjét és szövegét az együttes tagjai közösen szerezték, és közösen is éneklik el.

## Közreműködő zenészek
- Szörényi Levente – ének, gitár
- Bródy János – ének
- Tolcsvay László – ének, bendzsó, szájharmonika
- Szörényi Szabolcs – ének, basszusgitár
- Móricz Mihály – ének, gitár
- Németh Oszkár – ének, dob, ütőhangszerek